# Варезе
За провинцията вижте Варезе (провинция).
Варѐзе (на италиански: Varese, на местен диалект: Varés, Варез) е град и община в северна Италия, административен център на провинция Варезе в регион Ломбардия. Разположен е на 424 m надморска височина. Населението на града е 78 409 души (1 януари 2023).

## Спорт
Футболният отбор на града се казва АС Варезе 1910.